# Baalbek

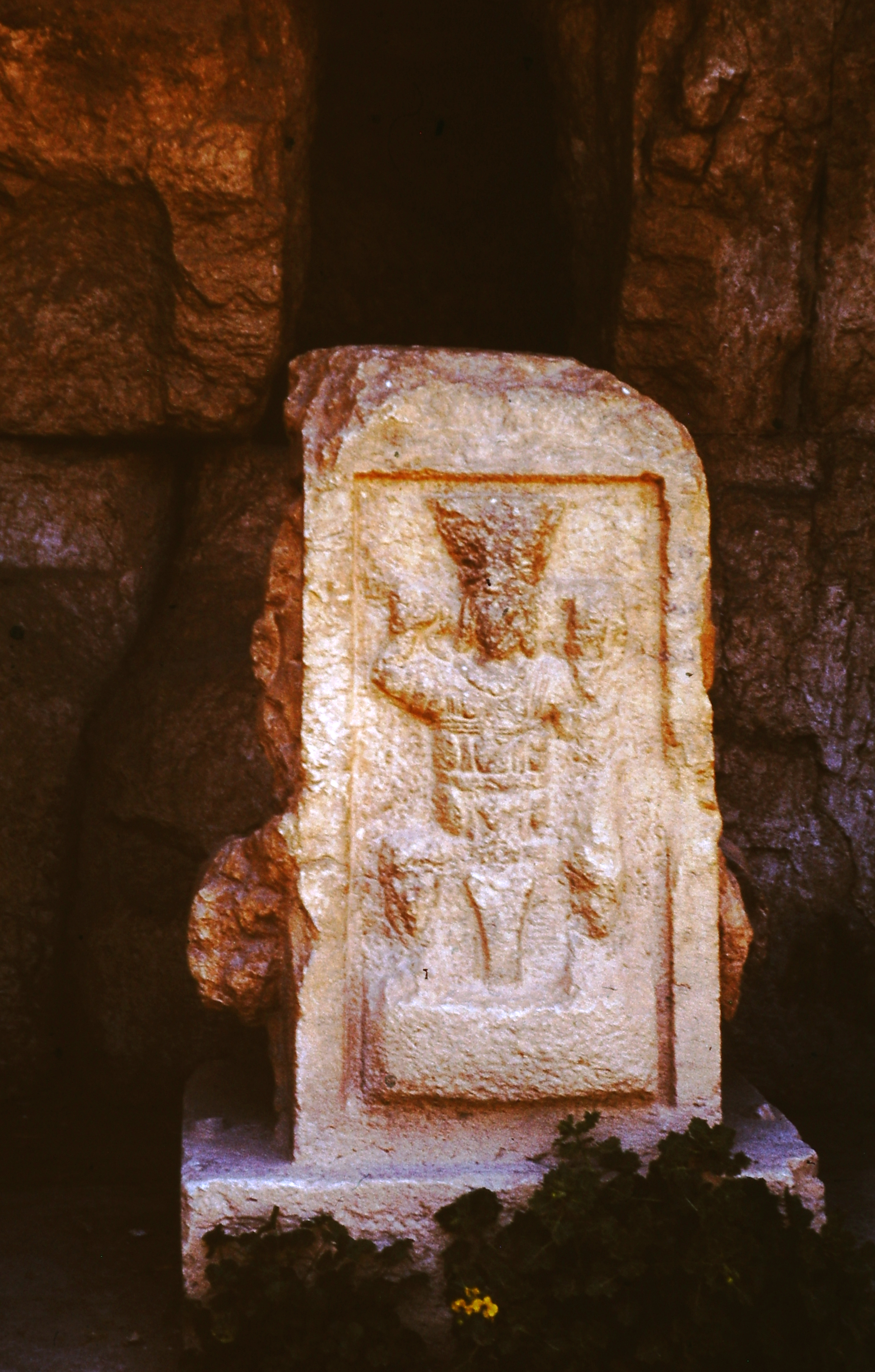
Relief z wyobrażeniem Baala z sześciokątnego dziedzińca świątyni Jowisza

Baalbek, Balabakk (arab. ‏بعلبك‎) – miasto w północno-wschodnim Libanie, położone w dolinie Bekaa pomiędzy górami Liban i Antyliban (86 km na północny wschód od Bejrutu). 
Czwarte co do wielkości miasto kraju z liczbą mieszkańców przekraczającą 80 tysięcy.
W starożytności znane jako miejsce kultu fenickiego boga słońca Baala, następnie pod nazwą Heliopolis („Miasto Słońca”) jako jedno z najpiękniejszych miast hellenistycznych. Jako rzymska kolonia (Colonia Iulia Augusta Felix Heliopolitana) – główny ośrodek kultu triady bogów: Jowisza, Wenus i Bachusa.

## Najważniejsze zabytki
- Wielka świątynia (nazywana też świątynią Jowisza), której budowę ukończono ok. 60 r. n.e. Jej kompleks składa się z czterech części: monumentalnego wejścia, czyli propylejów, dziedzińca sześciokątnego, wielkiego dziedzińca (o wymiarach 135 × 113 metrów, z ołtarzem ofiarnym) oraz z właściwej świątyni. Sanktuarium to, zbudowane na planie prostokąta o wymiarach 90 × 54 metrów, otaczały 54 zewnętrzne kolumny, z których do czasów współczesnych pozostało sześć; mają one 21 m wysokości i średnicę ponad 2 m. Stojące kolumny są związane belkowaniem ozdobionym fryzem przedstawiającym głowy byków i lwów połączone wieńcem. Świątynię zbudowano na podstawie usytuowanej 13 m nad poziomem otaczającego ją terenu i 7 m ponad dziedzińcem, na który prowadziły monumentalne schody. Fundament ten powstał z największych bloków kamiennych, jakie kiedykolwiek obrobiono; po stronie zachodniej znajduje się „Trilithon” – zespół trzech ogromnych bloków kamiennych ważących po ok. 800 ton.
- Świątynia Bachusa (Mała świątynia). W sąsiedztwie znajduje się świątynia Bachusa, zbudowana ok. 150 r. i wyjątkowo dobrze zachowana.
- Okrągła świątynia (tzw. świątynia Wenus). Niewielka budowla opodal dwóch głównych sanktuariów, wyróżniająca się oryginalną architekturą, pochodząca z ok. 250 r.
- Kamień Południa. W dawnym kamieniołomie (przy południowym wjeździe do miasta), gdzie obrabiano bloki do budowy świątyń, zachował się kamienny monolit, uważany za największy na świecie obrobiony blok kamienia (pochodzi z I w. n.e.). Nazywany „Kamieniem Południa” lub „Kamieniem brzemiennej kobiety”, ma wymiary 21,5 × 4,8 × 4,2 m i waży przypuszczalnie ok. 1170 ton.
- Wielki meczet. Ruiny meczetu z VII–VIII wieku zbudowanego na miejscu rzymskiego forum i późniejszego kościoła św. Jana z wtórnym wykorzystaniem starożytnych kolumn wapiennych i granitowych.

Wszystkie te zabytki cechuje znaczne urozmaicenie ukształtowania przestrzennego oraz wielkie bogactwo form architektonicznych i dekoracji rzeźbiarskiej o motywach klasycznych i orientalnych. Ponadto w Baalbek częściowo zachował się wielki antyczny teatr, średniowieczna bazylika chrześcijańska, a także obwarowania arabskie z XII wieku i średniowieczne mury obronne.

## Miasta partnerskie
- Bari, Włochy
- L’Aquila, Włochy
- Jogyakarta, Indonezja